# براودی
براودی (به انگلیسی: Brawdy) یک منطقهٔ مسکونی در بریتانیا است که در پمبروکشر واقع شده‌است. براودی ۱٬۰۱۲ نفر جمعیت دارد.